# 과열 증기
과열 증기(Superheated steam)는 온도가 측정되는 절대 압력에서 기화점보다 높은 온도의 증기이다.
따라서 과열된 증기는 어느 정도 냉각(내부 에너지 손실)할 수 있으며, 그 결과 가스에서 포화 증기와 액체의 혼합물로 상태를 변경(즉, 응축)하지 않고 온도를 낮출 수 있다. 불포화 증기(수증기와 액체 물방울을 모두 포함하는 혼합물)를 일정한 압력으로 가열하면 증기 품질(건조도 또는 포화 증기 비율)이 100%에 가까워지고 건조해짐에 따라 온도도 일정하게 유지된다( 즉, 포화 액체가 없음) 포화 증기. 계속해서 열을 가하면 건조한 포화 증기가 "과도하게" 가열된다. 이것은 포화 증기가 더 높은 온도의 표면에 닿으면 발생한다.
과열된 증기와 액체 상태의 물은 열역학적 평형 상태에서 공존할 수 없다. 추가적인 열은 단순히 더 많은 물을 증발시키고 증기는 포화 증기가 되기 때문이다. 그러나 이 제한은 동적(비평형) 상황에서 일시적으로 위반될 수 있다. 발전소에서 또는 종이 건조와 같은 공정에서 과열 증기를 생성하기 위해 보일러에서 끌어온 포화 증기는 별도의 가열 장치(과열기)를 통과하여 추가 열을 증기에 접촉 또는 복사로 전달한다.
과열 증기는 살균에 적합하지 않다. 과열된 증기가 건조하기 때문이다. 건조 증기는 훨씬 더 높은 온도에 도달해야 하며 재료가 동일한 효과를 갖기 위해서는 더 오랜 시간 동안 또는 동일한 F0 킬 값에 노출되어야 한다. 과열 증기는 난방에도 유용하지 않는다. 에너지가 더 많고 포화 증기보다 더 많은 일을 할 수 있지만 열 함량은 훨씬 덜 유용하다. 이는 과열 증기가 공기와 동일한 열 전달 계수를 가지므로 열 전도율이 낮은 절연체가 되기 때문이다. 포화 증기는 벽 열전달 계수가 훨씬 높다.
약간 과열된 증기는 단단한 표면에 있는 생물막의 항균 소독에 사용할 수 있다.
과열증기의 가장 큰 가치는 샤프트의 회전 운동을 일으키는 터빈 블레이드와 왕복 피스톤에 대한 기계적 팽창을 통한 운동 반응에 사용할 수 있는 엄청난 내부 에너지에 있다. 이러한 응용 분야에서 과열 증기의 가치는 엄청난 양의 내부 에너지를 방출하면서도 수증기의 응축 온도 이상을 유지하는 능력이다. 반응 터빈과 왕복 피스톤 엔진이 작동하는 압력에서.
이러한 응용 분야에서 가장 중요한 점은 연행된 액체 방울을 포함하는 수증기가 일반적으로 이러한 압력에서 비압축성이라는 사실이다. 왕복 엔진이나 터빈에서 작업을 수행하는 증기가 액체 방울이 형성되는 온도로 냉각되면 유체 흐름에 포함된 물방울이 기계 부품을 구부리거나 균열 또는 파손시킬 수 있는 충분한 힘으로 충돌한다. 팽창을 통한 과열 및 압력 감소는 증기 흐름이 터빈 또는 엔진을 통과하는 동안 압축성 가스로 유지되도록 하여 내부 가동 부품의 손상을 방지한다.

## 같이 보기
- 과열수